# Liebe im Büro (1977)
Liebe im Büro (Alternativtitel: Wie heiratet man seine Chefin?; Originaltitel: Служебный роман, Sluschebny roman) ist eine zweiteilige sowjetische Filmkomödie unter der Regie von Eldar Rjasanow aus dem Jahr 1977. Sie entstand nach Motiven des Bühnenstücks Kollegen (Originaltitel: Сослуживцы, Sosluschiwzy) von Eldar Rjasanow und Emil Braginski aus dem Jahr 1971.

## Handlung
Der Film spielt im Jahre 1976 in Moskau. Anatoli Jefremowitsch Nowosselzew, ein ungeschickter alleinerziehender Vater von zwei Söhnen, arbeitet in einem staatlichen Büro für Statistik. Seine Chefin ist eine strenge alleinstehende Frau Ende 30, Ljudmila Prokofjewna Kalugina, die bei ihren Untergebenen den Spitznamen „unsere Trulla“ trägt. Nowosselzew träumt von einer Beförderung und einer Gehaltserhöhung, ist aber zu schüchtern, um mit seiner Chefin darüber zu sprechen. Sein ehemaliger Klassenkamerad und alter Freund Juri Grigorjewitsch Samochwalow schlägt vor, seinen alten Freund zum Leiter der Abteilung für Leichtindustrie zu ernennen, aber Kalugina lehnt diesen Rat ab. Auf Samochwalows Rat hin versucht Nowosselzew auf einer Party in Samochwalows Wohnung unfreiwillig mit „der Trulla“ zu flirten, aber Kalugina ärgert sich sehr über seine Versuche, sie zu beeindrucken. Schließlich ist Nowosselzew frustriert und sagt Kalugina, er halte sie für „trocken, unmenschlich und herzlos“.
Am nächsten Morgen kommt Nowosselzew in ihr Büro, um sich zu entschuldigen, doch dann bricht Kalugina plötzlich in Tränen aus und enthüllt, dass seine Anschuldigungen vom Vorabend sie verletzt haben. Sie führen ein Gespräch von Herz zu Herz, kommen sich näher und verlieben sich bald ineinander. Kalugina, die ihre „Maske“ einer hartherzigen Frau abgeworfen hat, wird sich ihrer Weiblichkeit bewusster und überrascht alle mit ihrer neuen eleganten Kleidung und ihrem charmanten Aussehen.
Die Beziehung zwischen Anatoli und Ljudmila entwickelt sich weiter, voller komischer Situationen und Wortgefechte. Gleichzeitig entfaltet sich ein Drama zwischen Olga Ryschowa und Juri Samochwalow, die vor vielen Jahren während ihrer Studienzeit zusammen waren. Beide haben jetzt Familien, aber Olgas romantische Gefühle leben wieder auf, nachdem sie Samochwalow im Büro getroffen hat. Er behandelt sie jedoch nur wie eine Freundin. Sie beginnt, ihm Liebesbriefe zu schreiben, die sie ihm über die Sekretärin Werotschka zukommen lässt. Samochwalow, der der Welle der Liebesbriefe überdrüssig geworden ist, erzählt der aufdringlichen Schura, einer Aktivistin des örtlichen Gewerkschaftskomitees und der größten Schwätzerin im Büro, von der Situation. Er gibt ihr die Briefe und bittet sie, das Problem auf der Sitzung des Komitees zu lösen. Später bittet Ryschowa, gebrochenen Herzens und gedemütigt, Samochwalow, ihr die Briefe zurückzugeben, und kehrt in ihr normales Leben zurück.
Zu einem früheren Zeitpunkt, nachdem Nowosselzew davon erfahren hat, dass Samochwalow Schura die Liebesbriefe seiner guten Freundin Ryschowa zeigt, kocht er völlig über. Nowosselzew schlägt Samachalow plötzlich hart ins Gesicht. Samochwalow rächt sich, indem er Nowosselzews ursprünglichen „Plan“ Kalugina offenbart. Sie ist schockiert und will Nowosselzew aufgeben. Sie ruft ihn in ihr Büro und erzählt ihm von ihrer Entscheidung, ihn zum Leiter der Abteilung für Leichtindustrie zu ernennen und ihre Beziehung zu beenden. Nowosselzew schämt sich und gibt zu, dass ihre Beziehung tatsächlich nur wegen des Geldes entstanden ist, besteht aber darauf, dass er sie lieben gelernt habe. Kalugina stößt ihn ab. Er lehnt seinerseits die Ernennung ab und reicht seine Kündigung ein. Kalugina weigert sich, Nowosselzew zu entlassen, um ihn zu ärgern. Ein feuriger Streit entwickelt sich, der zu einem lauten Handgemenge direkt im Büro führt. Alles endet damit, dass Nowosselzew versucht, der wütenden Ljudmila zu entkommen: Er rennt aus dem Gebäude und springt auf die Rückbank eines Autos (das sich als Kaluginas Dienstfahrzeug mit persönlichem Chauffeur herausstellt), sie folgt ihm wütend, doch Nowosselzew gelingt es, sie zu beruhigen, und man sieht, wie sie sich umarmen. Eine Einblendung deutet darauf hin, dass es bereits in neun Monaten drei Jungen in Nowosselzews Familie geben wird, d. h. Anatoli und Ljudmila werden später einen Sohn bekommen.

## Produktion
Der Film hatte am 26. Oktober 1977 unter dem Titel Sluschebny roman in der Sowjetunion Premiere und war mit 58,4 Millionen Zuschauern ein Kinoerfolg. Ihm wurde 1979 der Staatspreis der RSFSR verliehen. Der Film ist nach wie vor einer der beliebtesten Filme der Sowjetzeit in Russland und anderen ehemaligen Sowjetrepubliken.
Die Erstausstrahlung im 2. Programm des Fernsehens der DDR erfolgte am 13. April 1978 unter dem Titel Liebe im Büro.
In der Bundesrepublik Deutschland erfolgte die Erstausstrahlung des zweiteiligen Films am 8./10. September 1981 im Hessischen Fernsehprogramm unter dem Titel Wie heiratet man seine Chefin?.
Im Jahr 2011 wurde ein Remake mit dem Titel Sluschebny roman. Nasche wremja veröffentlicht, mit Sarik Andreassjan als Regisseur.